# توم آدامز (رسام توضيحي)
توم آدامز (بالإنجليزية: Tom Adams)‏ هو رسام توضيحي أمريكي، ولد في 29 مارس 1926 في بروفيدنس في الولايات المتحدة.